# Lenny Leonard
Lenford "Lenny" Leonard is een personage uit de animatieserie The Simpsons. Zijn stem wordt ingesproken door Harry Shearer.
Lenny is een collega en een van de beste vrienden van Homer Simpson, en werkt net als hij in de nucleaire centrale van Springfield. Hij staat erom bekend regelmatig voorwerpen in zijn oog te krijgen. Lenny heeft een Master in kernfysica, maar wordt niet neergezet als een typische academicus.
Lenny is een oorlogsheld en een Boeddhist. Toch wordt hij ook vaak in de (protestantse) kerk van eerwaarde Timothy Lovejoy aangetroffen.

## Statistieken
Lenny is niet getrouwd, hoewel hij in de aflevering "Sleeping With The Enemy" wel beweerde dat Carl optrad tijdens zijn bruiloft. Hij is tussen de 35 en 40 jaar oud en weegt ongeveer 75 kilo. Zijn ouders zijn niet bekend, maar volgens Homer Simpson in de aflevering 24 Minutes is Hulk Hogan Lenny’s vader.
Lenny heeft een keer plastische chirurgie ondergaan na een ongeluk in de kerncentrale, waarbij op Homer na vrijwel alle medewerkers werden getroffen. Lenny’s volledige naam werd bekendgemaakt in de aflevering "Burns' Heir".
Lenny had ooit een diamant in een van zijn tanden (te zien in de aflevering "Last Exit to Springfield"), maar deze werd gestolen door een collega van hem.
In Eeny Teeny Maya Moe bleek dat Lenny 3 jaar in de gevangenis zou hebben gezeten na advies van Moe te hebben opgevolgd.

## Adres
Lenny’s adres is onbekend, evenals de staat van het huis waar hij in woont. In de aflevering "Secrets of a Successful Marriage" speelde Homer poker bij Lenny thuis samen met andere klanten uit Moe’s Tavern. Het huis leek op dat van een middenklasser. In de aflevering "Realty Bites" woonde Lenny opeens in een krot dat letterlijk uit elkaar begon te vallen. Dit huis had maar 1 kamer.
In weer een latere aflevering woonde Lenny opeens in een groter appartement, en in de aflevering "The Girl Who Slept Too Little" had hij weer een krot als huis. In "Homer Simpson, This Is Your Wife" had Lenny weer een groot appartement en zelfs een nieuwe plasmatelevisie.
De recentste verschijning van Lenny's huis was in 'Take my life, please'. Hierin zien we enkel zijn slaapkamer.

## Baan
Lenny werkt in de kerncentrale van Springfield samen met zijn vrienden Homer Simpson en Carl Carlson. In een aflevering werd hij zelfs de baas van de centrale omdat Mr. Burns zijn geheugen verloor. In een aflevering die zich in de toekomst afspeelt was Lenny wederom de baas van de centrale. Verder is Lenny een van de rijkste mensen die Homer kent.
In de aflevering "The Wandering Juvie" bleek Lenny een undercoveragent te zijn wiens doelwit Homer Simpson was. In "The Boys of Bummer", bleek Lenny een aantal mysterieromans te hebben geschreven die zelfs Stephen King kon waarderen.

## Relaties
Lenny is een vrijgezel die geen geluk heeft met vrouwen. In een paar afleveringen wordt wel gesuggereerd dat Lenny getrouwd is geweest, maar dit huwelijk is blijkbaar op de klippen gelopen.
Marge Simpson lijkt een oogje te hebben op Lenny. Ze had een foto van hem verborgen in haar haar, en in "Bart Star" werd onthuld dat de twee een keer zijn uitgeweest. Een van de bankgrappen in het openingsfilmpje wekte de indruk dat Marge jaren na Homers dood met Lenny zal trouwen.
Lenny heeft een gecompliceerde relatie met Carl Carlson. Ze zijn vrijwel altijd samen, en er wordt zelfs een paar maal gesuggereerd dat ze homo zijn. In seizoen 18 werd echter onthuld dat ze halfbroers zijn: ze hebben dezelfde moeder.

## Lenny's gevoelige oog
Lenny heeft een erg gevoelig oog. Zijn dokter heeft hem zelfs gewaarschuwd dat er nooit iets in mag komen. Een running gag in de serie is dan ook dat Lenny toch iets in zijn oog krijgt, vaak de meest bizarre voorwerpen.
Homer Simpson · Marge Simpson · Bart Simpson · Lisa Simpson · Maggie Simpson · Abraham Simpson · Patty en Selma Bouvier · Jacqueline Bouvier · Mona Simpson · Santa's Little Helper · Snowball II · Familie Bouvier
Jasper Beardley · Comic Book Guy · Eddie en Lou · Maude Flanders · Ned Flanders · Professor Frink · Barney Gumble · Julius Hibbert · Lionel Hutz · Eerwaarde Lovejoy · Kapitein Horatio McCallister · Hans Moleman · Bleeding Gums Murphy · Apu Nahasapeemapetilon · Mayor Joe Quimby · Dr. Nick Riviera · Agnes Skinner · Cletus Spuckler · Squeaky Voiced Teen · Disco Stu · Moe Szyslak · Kirk Van Houten · Luann Van Houten · Chief Clancy Wiggum
Gary Chalmers · Rod en Todd Flanders · Jimbo Jones · Kearney · Edna Krabappel · Otto Mann · Nelson Muntz · Martin Prince · Seymour Skinner · Milhouse Van Houten · Ralph Wiggum · Groundskeeper Willie · andere studenten
Montgomery Burns · Carl Carlson · Lenny Leonard · Waylon Smithers
Itchy en Scratchy · Kent Brockman · Krusty de Clown · Troy McClure · Rainier Wolfcastle · Radioactive Man
Snake · Kang & Kodos · Sideshow Bob · Fat Tony
Treehouse of Horror
Bart vs. the World · Bart Simpson's Escape from Camp Deadly · The Simpsons Arcadespel · Bart vs. the Space Mutants · Bart's House of Weirdness ·Bart vs. The Juggernauts · Krusty's Fun House · Bartman Meets Radioactive Man · Bart's Nightmare · The Itchy and Scratchy Game · Virtual Bart · Bart and the Beanstalk · Itchy & Scratchy in Miniature Golf Madness · Cartoon Studio · Virtual Springfield · Night of the Living Treehouse of Horror · Bowling · Wrestling · Road Rage · Skateboarding · Hit & Run · The Simpsons Game · The Simpsons: Tapped Out
The Simpsons · The Simpsons Pinball Party
Strips: Simpsons Comics · Bart Simpson serie · Itchy & Scratchy Comics · Bart Simpson's Treehouse of Horror · Futurama/Simpsons Infinitely Secret Crossover Crisis
Tijdschrift: Simpsons Illustrated
Boeken: Bart Simpson's Guide to Life · Family Album · Library of Wisdom · Complete Guides · Planet Simpson · The Simpsons and Philosophy
Actiefiguurtjes: World of Springfield
The Simpsons Movie
Bankgrap ·
Canyonero · 
D'oh! · 
Duff Beer · 
Schoolbordgrap · 